# Ekö, Oskarshamns kommun
Ekö är en skärgårdsö utanför Virbo i Oskarshamns kommun i Småland. Ön ligger i innerskärgården omgiven av öar i norr, öster och söder med fastlandet i väster. Öns strandlinje är relativt sönderbruten av mindre vikar och bukter. Största viken är Krokviken som skär cirka 500 meter in i öns nordvästra del.
Ekö utgör huvudö i Virbo med Ekö skärgård.
Idag är ön obebodd, men sannolikt har Ekö haft forntida bosättning. På ön finns en forntida stensatt grav.